# Orélie Antoine de Tounens
Orélie Antoine de Tounens (nascut Antoine Tounens) en castellà usualment citat com Orelio Antonio (Chornhac, França, 12 de maig de 1825 - Tourtoirac, França, 17 de setembre de 1878) ser un procurador el Tribunal de primera instància de Périgueux a França i un aventurer francès que va afirmar que les regions de l'Araucanía i la Patagonia oriental no necessitaven dependre de cap altre estat. Antoine de Tounens va ser arrestat el 5 de gener de 1862 per les autoritats xilenes i va ser empresonat i declarat boig en un judici al tribunal de Santiago el 2 de setembre de 1862. i va ser expulsat cap a França el 28 d'octubre de 1862. Més tard, en tres ocasions, Antoine de Tounens va intentar tornar a l'Araucanía per reclamar el seu regne, però va ser expulsat en tots els intents.

## Biografia
Va néixer a La Chaise, un poble de la comuna de Chornhac, a la Dordonya el 12 de maig de 1825. Va ser el vuitè fill dels camperols Jean Tounens (1781-1862) i Catherine Jardon.
Des 1851, va ser procurador del tribunal de primera instància de Périgueux. En 1854, va ingressar a la maçoneria de Périgueux. En aquesta època, va començar la lectura de llibres de viatgers amb la il·lusió d'emular aquestes aventures i la idea de «reunir les repúbliques hispanoamericanes sota el nom d'una confederació monàrquica constitucional dividida en disset estats».

### Arribada a Xile

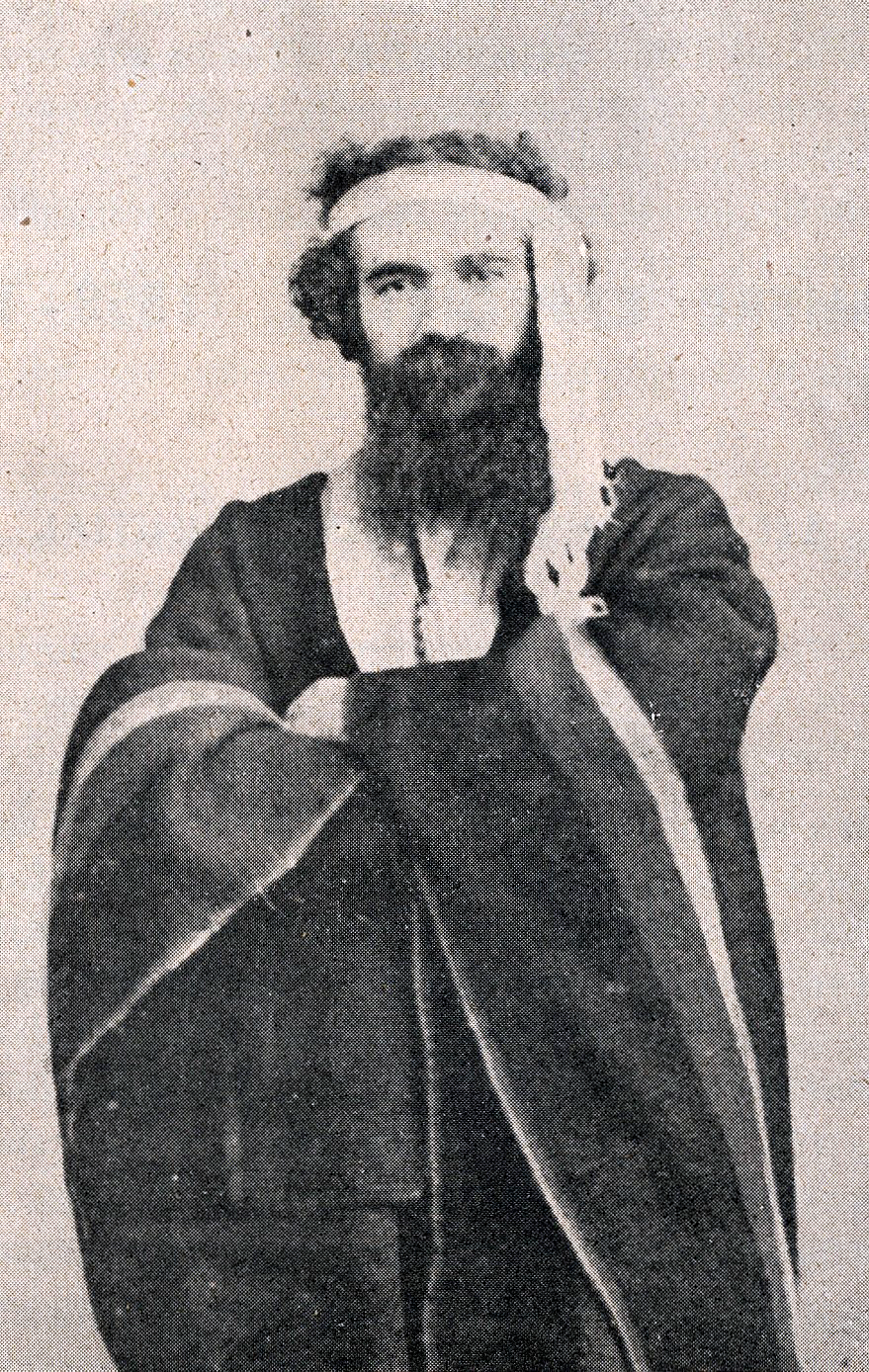
Tounens vestit de maputxe.

En 1858, Antoine de Tounens, després de ser influenciat pel llibre "L'Araucana" per Alonso d'Ercilla, va decidir anar a Araucanía per fundar un regne.
Amb trenta-tres anys, Tounens va desembarcar al port de Coquimbo el 22 d'agost de 1858. Tounens es va establir a Valparaíso, on va aprendre l'idioma espanyol, a més de relacionar-se amb les lògies maçòniques del port i Santiago, i després es va dirigir a la zona de l'Araucanía des del port de Valdivia. Allà es va contactar amb el lonco Quilapán, a què va suggerir la idea de fundar un Estat per al poble maputxe amb la promesa d'aconseguir suport diplomàtic francès per als maputxes durant l'època final de la Guerra d'Arauco. El seu propòsit era, segons assegurava en la seva correspondència, «civilitzar als araucans».
Quilapán va permetre l'ingrés de Tounens a les seves terres, el pas estava prohibit per als huincas (estrangers), el 17 de novembre de 1860.

### Proclamació del regne de l'Araucania i de la Patagonia

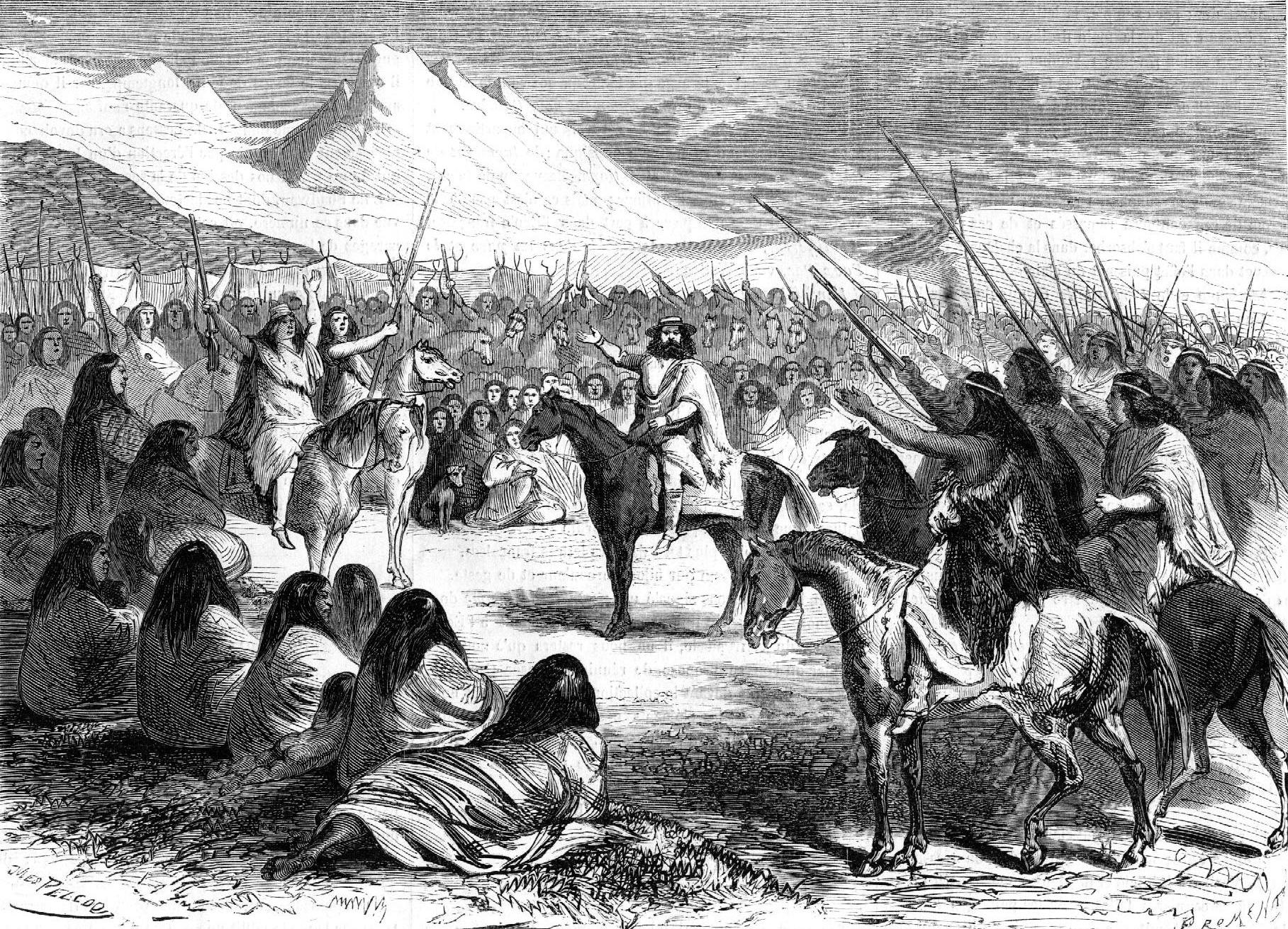
Orélie Antoine de Tounens aclamat pels caps maputxes.

El 17 de novembre de 1860, per un decret redactat per ell mateix, Antoine de Tounens va afirmar que les regions de l'Araucanía i la Patagonia oriental no necessitaven dependre de cap altre estat i va fundar el Regne de l'Araucanía, de l'es va proclamar sobirà amb el nom d'Orélie Antoine I. El 20 de novembre de 1860, de Tounens va decidir annexar els territoris de la Patagònia al pretès regne, fixant les seves fronteres en els rius Biobío (a Xile) i Negre (a Argentina) pel nord, el oceà Pacífic per l'oest, el oceà Atlàntic per l'est i el estret de Magallanes pel sud.
Les fonts històriques, escasses, asseguren que va tenir cert contacte amb algunes autoritats del poble maputxe, si bé el rei mai va tenir el control de cap punt del territori. Les autoritats tradicionals maputxes van continuar en funcions, no es van alterar els costums i l'estat mai va arribar a establir-se. De Tounens va ser acceptat per la comunitat, especialment per Quilapán, com un estranger capaç de assolir el suport d'una potència europea; no hi ha indicis que ho reconegués com sobirà, si bé va seguir alguns dels seus consells i li va permetre usar el títol de rei.
Els maputxes coneguts com a abajinos, gent de les planes de l'Vall Central, entre els rius Biobío i Toltén, mai van reconèixer a Tounens i ho van denunciar davant Saavedra .
Tounens va viatjar a Valparaíso per donar a conèixer el seu regne al govern de Xile, per aquell temps sota la presidència de Manuel Montt, qui no va reconèixer el nou Estat. Després de tornar a l'Araucanía, el govern xilè sota el mandat del nou president José Joaquín Pérez va ordenar la recerca i arrest d'Orélie Antoine, sota els càrrecs de pertorbació a l'ordre públic. Un dels seus acompanyants, crioll i probablement membre de l'exèrcit xilè, el va entregar a la vora del riu Malleco, el gener de 1862, sent traslladat a Naixement i després a Los Angeles.

### Segrest, judici i expulsió
Els projectes independentistes van arribar a oïdes de l'president de la República de Xile, José Joaquín Pérez, qui va instruir a les reparticions estatals l'ordre de trobar a Tounens i capturar-lo. Va ser traït i entregat a la policia xilena per un dels seus col·laboradors xilens -anomenat Joan Baptista Rosales, terme segon de l'regiment de Naixement - el 5 de gener de 1862 i jutjat pel comandant local; Manuel A. Faes.
El gener 7, va ser traslladat a Los Angeles, on va ser interrogat per l'intendent d'Arauco, el coronel Cornelio Saavedra Rodríguez. Durant el judici, va emmalaltir de disenteria i li va caure el cabell. Acusat per pertorbar l'ordre públic, va ser condemnat en primera instància a deu anys de presó.
Pensant en la seva possible mort, Tounens va escriure el seu testament amb aquestes paraules: «Atès que, en previsió del nostre mort, hem de determinar des i als drets a la nostra successió; i en tal virtut instituïm com els nostres successors a la corona d'Araucanía i Patagonia a Jean de Tounens, el nostre pare ben estimat ».
Antoine de Tounens va ser jutjat boig per una fallada de la cort de Santiago del 2 de setembre de 1862 i expulsat a França el 28 d'octubre de 1862.

### Retorn a França i últims anys
A Europa, Tounens va promocionar la seva aventura, sent recolzat per alguns empresaris per finançar un segon viatge, realitzat a finals de 1869. No obstant això, durant aquells anys, el govern xilè havia realitzat maniobres militars al territori per incorporar-lo a la República, per la qual cosa Tounens no va ser rebut amb el suport anterior, i s'han fugir a Buenos Aires. Se suposa que en aquesta ocasió va arribar amb un navili carregat amb armes i alguns petrechos militars.
Tounens es va mantenir desafiant i va publicar les seves memòries en 1863. Va passar sis anys a França realitzant propaganda de les seves accions en l'Araucanía i així va obtenir recursos per a una segona etapa del seu regne. Amb l'ajuda d'un tal Sr. Planchu, va tornar a Xile a finals de 1869.
Al seu retorn a l'Araucanía, la situació havia canviat: en els seus nou anys d'absència, l'Estat de Xile havia començat la colonització del territori i el domini sobre els maputxes. Amb les seves forces reduïdes, a més de la nul·la força de rei per enfrontar-se a l'exèrcit xilè, els caps indígenes van fer impossible realitzar la seva idea.
A l'saber que el coronel Saavedra havia posat preu al seu cap, va deixar Xile en 1871 amb destinació a Buenos Aires, on va arribar al juliol d'aquest any. Va tornar a França a l'any següent.
Al seu retorn a França, va publicar un segon conjunt de les seves memòries.
Tounens va intentar tornar a l'Araucanía en dues ocasions més, el 1874 i en 1876, només arribant a Argentina, sent forçat a tornar a Europa.
Tounens va morir en la misèria el 17 de setembre de 1878 a Tourtoirac a França La municipalitat d'aquesta comuna va col·locar la següent làpida sobre la seva tomba: Ici reposi De Tounens Antoine Orllie I. er roi d'Araucanie et de Patagonie Dc à Tourtoirac li 17 7bre 1878 ('Aquí reposa De Tounens Antoine Orllie [sic] 1. er Rei d'Araucanía i de Patagònia Mort en Tourtoirac el 17 de setembre de 1878 ').

## Pretendents al tron d'Araucania i Patagonia després d'Antoine de Tounens
El 28 d'agost de 1873, el tribunal de París va dictaminar que Antoine de Tounens, conegut com a "rei d'Araucania i Patagonia" no va justificar la seva condició de sobirà.
Antoine de Tounens no va tenir fills, però des de la seva mort en 1878, ciutadans francesos sense cap relació familiar amb ell es declaren pretendents a tron de l'Araucanía i la Patagonia sense que quedi clar si els aborígens maputxes accepten o estan informats.
En 1882, tres anys i mig després de la mort d'Antoine de Tounens, un francès Achille Laviarde va declarar que Antoine de Tounens l'havia nomenat hereu de tron d'Araucania per un testament. Achille Laviarde es va declarar rei d'Araucania sota el nom d'Aquil·les I.
Els pretendents a tron d'Araucania i la Patagonia són designats com a sobirans de fantasia," tenint només pretensions imaginàries d'un regne sense existència legal i sense reconeixement internacional".
El 1986, es va estrenar el film argentí La pel·lícula del rei, dirigit per Carlos Sorín, una variació sobre la història d'Orélie Antoine de Tounens. La cinta relata un intent previ per realitzar el film sobre la història, sobre la base de l'experiència dels que van col·laborar amb el frustrat realitzador de l'film.
En 2017 es va estrenar a Xile el llargmetratge Rei al Festival Internacional de Cinema de Valdivia, amb la direcció de Niles Atallah i l'actuació principal de Rodrigo Lisboa i Claudio Riveros. El director va voler plasmar en la pel·lícula la contraposició entre la història real i la ficció que envolta aquest personatge amb tècniques experimentals d'edició, així mateix explicar la història d'Orélie Antoine, l'Estat de Xile i els maputxe independents durant l'època de la Ocupació de l'Araucanía. Destaca l'ús de l'mapudungún i la participació de l' tresor humà viu Lorenzo Aillapán conegut com a "home ocell" o "üñümche".